# أدولف زيمارمان
أدولف زيمارمان (بالألمانية: Adolf Zimmermann) هو رسام ألماني، ولد في 1 سبتمبر 1799 في Lodenau ‏ في ألمانيا، وتوفي في 17 يوليو 1859 في فروتسواف في بولندا.